# Dundermarknaden

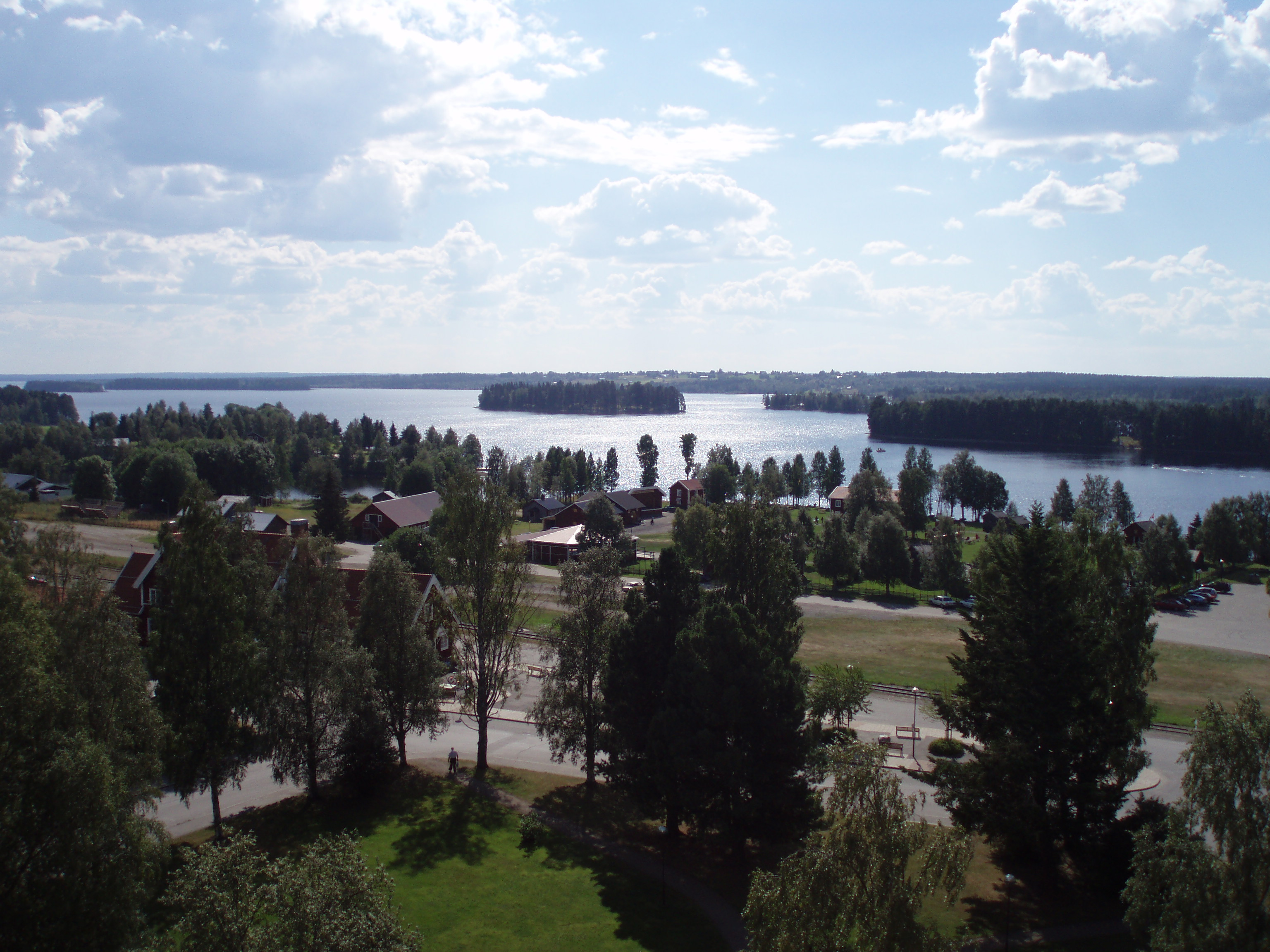
Marknadsområdet vid Ströms Vattudal.

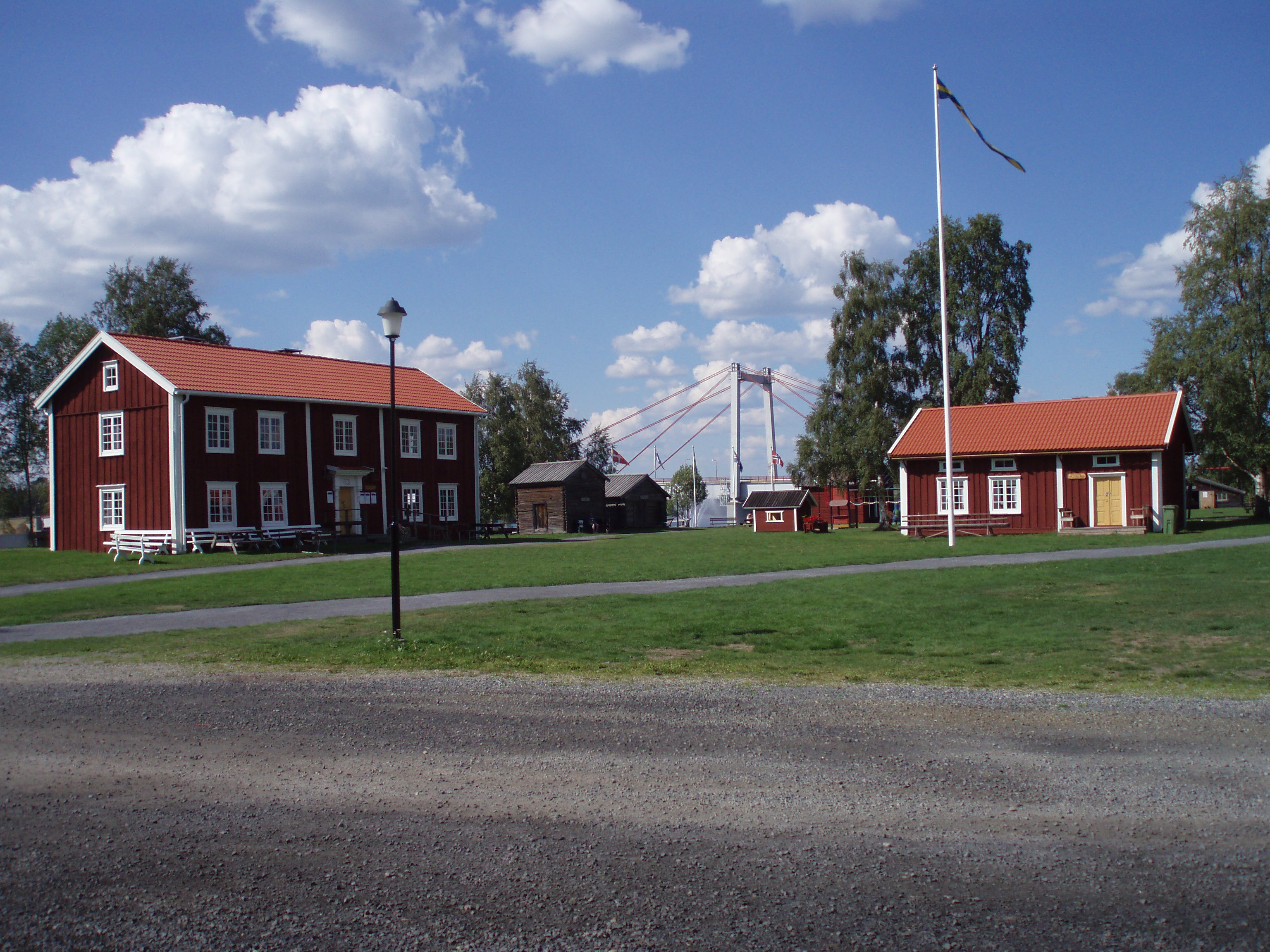
Marknadsområdet vid hembygdsgården.

Dundermarknaden är en stor marknad och folkfest i Strömsund i norra Jämtland den andra veckan i juli med många kända artister, som arrangeras av IFK Strömsund.

## Namnet
Namnet anspelar på "Dunnerklumpen", ett fjäll i Strömsunds kommun som gett namn till huvudfiguren i Beppe Wolgers film Dunderklumpen! som är inspelad i kommunen.

## Historia
Dundermarknaden började 1983 med namnet "Superstar" som ett 75-årsjubileum för IFK Strömsund, med flera gamla idrottsstjärnor som gäster. Eftersom det blev succé ville IFK följa upp med ett evenemang även följande år, och 1984 anordnades Dundermarknaden för första gången med kända artister som Svenne och Lotta och Ted Åström. 
Marknaden är numera Jämtlands tredje största sommararrangemang efter Storsjöyran och Expo Norr i Östersund.